# Bruce Alan Lewandowski
Bruce Alan Lewandowski, C.Ss.R. (Toledo, 8 de junho de 1967) é um prelado católico americano que serviu como bispo auxiliar da Arquidiocese de Baltimore desde 2020. Ele é membro dos Redentoristas.

## Biografia

### Vida pregressa
Bruce Lewandowski nasceu em Toledo, Ohio , em 8 de junho de 1967, filho de Robert e Frances Lewandowski. Ele cresceu em uma fazenda da família em Lima, Ohio, com seus quatro irmãos. Lewandowski frequentou a Escola Elementar St. Gerard em Lima e o seminário menor no St. Mary's College em Erie, Pensilvânia. Posteriormente, frequentou o Saint Alphonsus College em Suffield, Connecticut, e o Holy Redeemer College em Washington, DC
A partir de 1988, Lewandowski estudou teologia na Washington Theological Union em Washington. Lewandowski também aprendeu espanhol em antecipação à sua designação para missões dirigidas pelos Redentoristas na República Dominicana ou no Paraguai.

### Ministério presbiteral
Em 7 de maio de 1994, Lewandowski foi ordenado pelo Bispo William Curlin ao sacerdócio da ordem redentorista na Basílica do Santuário Nacional da Imaculada Conceição em Washington, DC
Após sua ordenação em 1994, os Redentoristas designaram Lewandowski como vigário paroquial na Paróquia de Santa Cecília em Manhattan . Dois anos depois, eles o transferiram para a Paróquia da Imaculada Conceição no Bronx , na cidade de Nova York. Ele foi posteriormente designado como missionário para Vieux Fort , Santa Lúcia em 1998, permanecendo lá até 2000.
Os Redentoristas trouxeram Lewandowski de volta aos Estados Unidos para se tornar pastor na Paróquia de St. Boniface, na Filadélfia. Ele então serviu como pastor da Paróquia da Igreja da Visitação da Bem-Aventurada Virgem Maria, em Kensington, Pensilvânia, de 2006 a 2011.
Lewandowski foi nomeado vigário para os ministérios culturais na Filadélfia em 2011, depois em 2015 foi designado como pastor da Paróquia do Sagrado Coração de Jesus em Baltimore.  Ele também se tornou um líder no Baltimoreans United in Leadership Development (BUILD),  e colaborou com o grupo em outubro de 2018 para criar uma carteira de identidade paroquial. Isso foi especialmente benéfico para os paroquianos do Sagrado Coração que eram imigrantes sem documentos.  Lewandowski descreveu os ataques planejados pelo Serviço de Imigração e Alfândega dos EUA em junho de 2019, que teriam como alvo comunidades de imigrantes, como "um ato de terrorismo doméstico". Ele se tornou o delegado interino do Arcebispo William Lori para o ministério hispânico em 22 de agosto de 2019.

### Ministério episcopal
Lewandowski foi nomeado bispo auxiliar de Baltimore e bispo titular de Croae em 10 de junho de 2020 pelo Papa Francisco.. Ele foi consagrado por Lori em 18 de agosto de 2020, na Catedral de Maria Nossa Rainha em Baltimore. Lori nomeou Lewandowski como vigário urbano da arquidiocese em setembro de 2021, sucedendo Denis J. Madden . Ele permaneceu pastor da Paróquia do Sagrado Coração de Jesus.
Em maio de 2024, Lewandowski liderou uma grande reunião pública na Catedral de Maria Nossa Rainha que apresentou o plano da arquidiocese de reduzir o número de paróquias em Baltimore de 61 para 26.
Em 8 de abril de 2025, foi nomeado pelo Papa Francisco, como Bispo da Diocese de Providence